# Skrytočelistní
Skrytočelistní (Entognatha) je parafyletická skupina sdružující tři bazální bezkřídlé vývojové linie v rámci šestinohých členovců - chvostoskoky, hmyzenky a vidličnatky. Všechny jsou vlastně blízce příbuzné hmyzu. Jejich ústní ústrojí je skryto uvnitř hlavy a mají svaly ve všech tykadlových článcích kromě posledního (na rozdíl od hmyzu v úzkém slova smyslu, který má svaly jen v prvním tykadlovém článku).